# Jean-Michel Thierry
Pour les articles homonymes, voir Thierry.
Jean-Michel Thierry (né le 13 août 1916 à Bagnères-de-Luchon, mort le 24 septembre 2011 à Étampes), parfois Michel Thierry ou Jean-Michel Thierry de Crussol, est un médecin et un historien de l'art français spécialiste de l'art arménien.
Il a été enseignant à l'INALCO (culture et art arméniens) et à l'École pratique des hautes études (arts chrétiens de Transcaucasie).